# Nick Vitucci Goaltender of the Year Award
Der Nick Vitucci Goaltender of the Year Award ist eine Eishockeytrophäe der ECHL. Er wird seit 2022 unter diesem Namen jährlich an den besten Torhüter der regulären Saison in der ECHL verliehen. Zuvor wurde die Auszeichnung des besten Torhüters der Liga seit 1994 als ECHL Goaltender of the Year vergeben.

## Gewinner
| Saison  | Spieler                 | Team                            |
| ------- | ----------------------- | ------------------------------- |
| 2024/25 | Cam Johnson             | Florida Everblades              |
| 2023/24 | Taylor Gauthier         | Wheeling Nailers                |
| 2022/23 | John Lethemon           | Toledo Walleye                  |
| 2021/22 | François Brassard       | Jacksonville Icemen             |
| 2020/21 | Jake Hildebrand         | Florida Everblades              |
| 2019/20 | Tomas Sholl             | Idaho Steelheads                |
| 2018/19 | Michael Houser          | Cincinnati Cyclones             |
| 2017/18 | Parker Milner           | South Carolina Stingrays        |
| 2016/17 | Riley Gill              | Allen Americans                 |
| 2015/16 | Josh Robinson           | Allen Americans                 |
| 2014/15 | Jeff Jakaitis           | South Carolina Stingrays        |
| 2013/14 | Jeff Jakaitis           | South Carolina Stingrays        |
| 2012/13 | Ryan Zapolski           | South Carolina Stingrays        |
| 2011/12 | Jeff Jakaitis           | Gwinnett Gladiators             |
| 2010/11 | Gerald Coleman          | Alaska Aces                     |
| 2009/10 | Todd Ford               | South Carolina Stingrays        |
| 2008/09 | Jean-Philippe Lamoureux | Alaska Aces                     |
| 2007/08 | Anton Chudobin          | Texas Wildcatters               |
| 2006/07 | Adam Berkhoel           | Dayton Bombers                  |
| 2005/06 | Matt Underhill          | Alaska Aces                     |
| 2004/05 | Chris Madden            | Long Beach Ice Dogs             |
| 2003/04 | Scott Stirling          | Atlantic City Boardwalk Bullies |
| 2002/03 | Alfie Michaud           | Peoria Rivermen                 |
| 2001/02 | Frédéric Cloutier       | Louisiana IceGators             |
| 2000/01 | Scott Stirling          | Trenton Titans                  |
| 1999/00 | Ján Lašák               | Hampton Roads Admirals          |
| 1998/99 | Maxime Gingras          | Richmond Renegades              |
| 1997/98 | Nick Vitucci            | Toledo Storm                    |
| 1996/97 | Marc Delorme            | Louisiana IceGators             |
| 1995/96 | Alain Morissette        | Louisville RiverFrogs           |
| 1994/95 | Chris Gordon            | Huntington Blizzard             |
| 1993/94 | Cory Cadden             | Knoxville Cherokees             |